# Кузьминская (Богородское сельское поселение)
Кузьминская — деревня в Усть-Кубинском районе Вологодской области.
Входит в состав Богородского сельского поселения (с 1 января 2006 года по 9 апреля 2009 года входила в Авксентьевское сельское поселение), с точки зрения административно-территориального деления — в Авксентьевский сельсовет.
Расстояние до районного центра Устья по автодороге — 64 км, до центра муниципального образования Богородского по прямой — 21 км. Ближайшие населённые пункты — Максимовская, Беловская, Сокольниково.
По данным переписи в 2002 году постоянного населения не было.